# Asín de Broto
Asín de Broto es una localidad española perteneciente al municipio de Broto, en el Sobrarbe, provincia de Huesca, Aragón. Se encuentra en la boca baja del valle de Broto en lo alto de un contrafuerte de la sierra de las Coronas, que baja hacia el recolón de Bollás, delante de la boca del barranco de los Forcos.

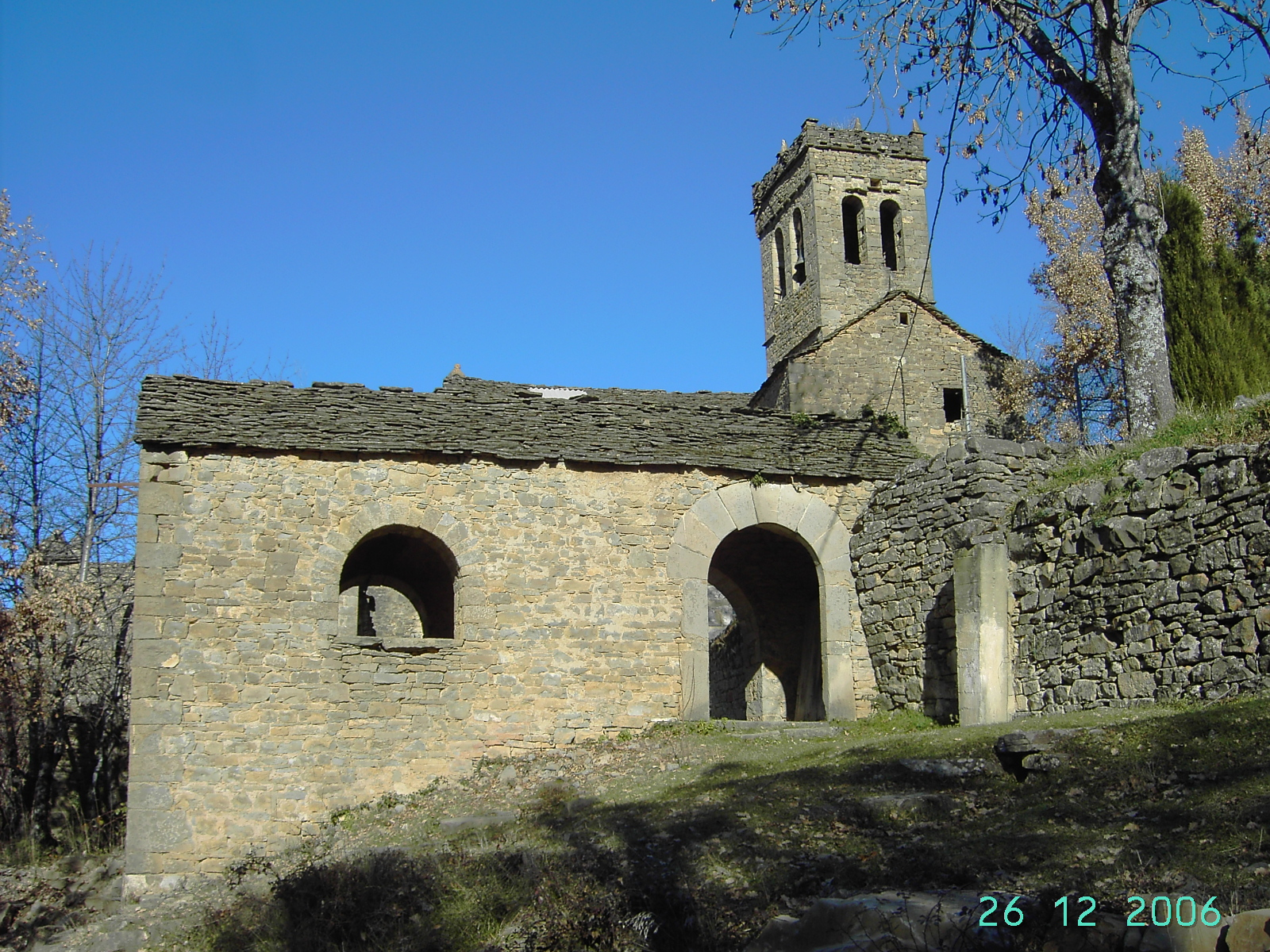
El esconjuradero de Asín de Broto.

El núcleo tuvo su máxima expansión en el siglo XVI, cuando la mayor parte del valle se dedicaba a la industria textil. De esa época es la casa Cabalero, una de las edificaciones más destacables del lugar, y la casa Notario, antigua casa señorial reestructurada como fonda para el turismo, situado algo apartada del resto de los caseríos. Asimismo, se encuentra la casa Allué, de donde procedió el último patriarca de las Indias Orientales. Todas estas casas tienen escudos infanzones en sus fachadas. 
La iglesia del lugar (consagrada a la Virgen de la Asunción) tuvo su primera fase constructiva en siglo XII, aunque sus ampliaciones posteriores (siglo XVII) completaron la estructura actual. El esconjuradero, que se encuentra en la entrada, fue también reformado en esa época y tiene una bóveda ojival interior que sugiere orígenes góticos,on planta rectangular en lugar de la habitual que fuera cuadrada, constituye así la construcción más singular del lugar.

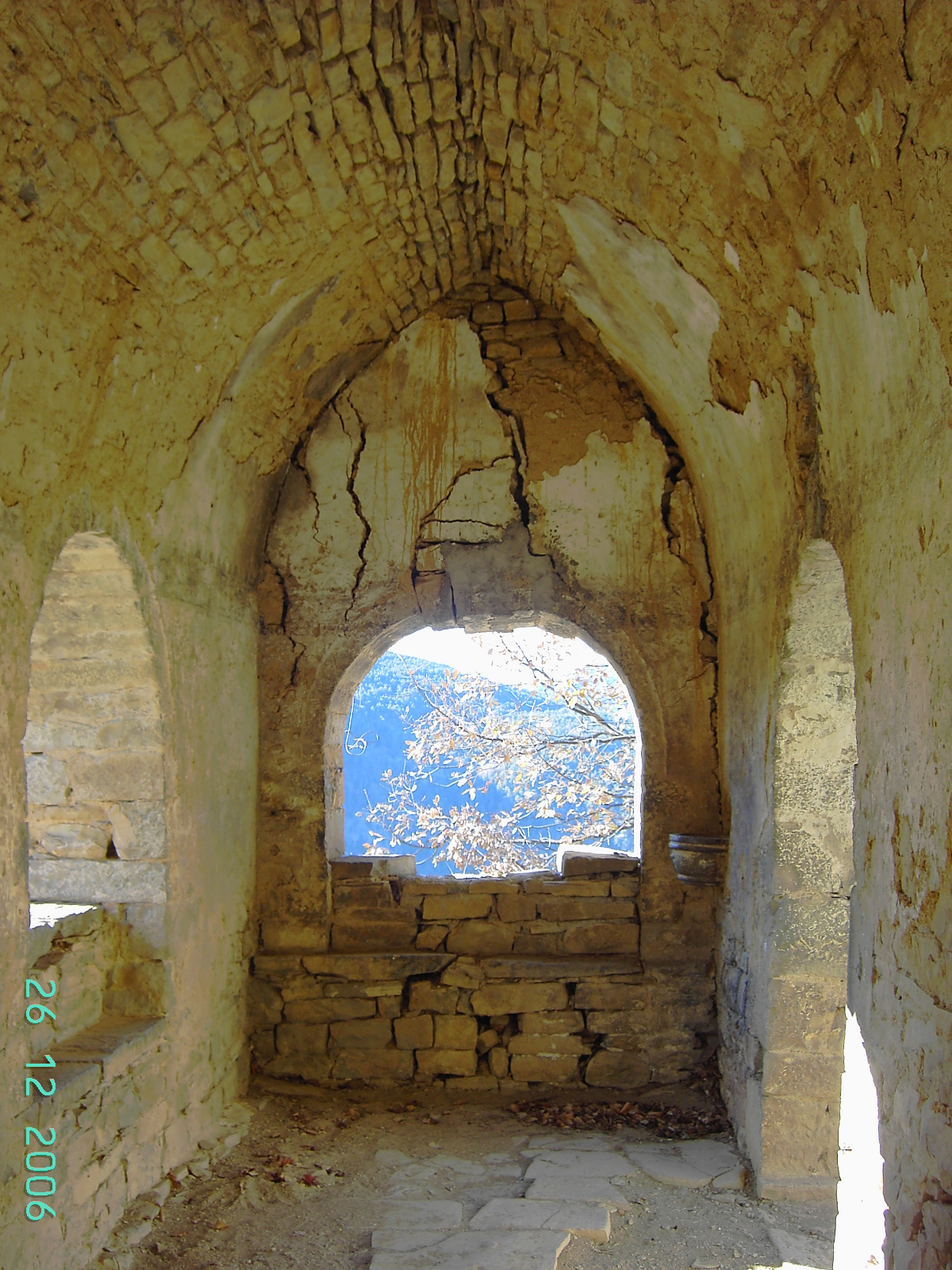
El interior del esconjuradero de Asín, con su bóveda ojival.

## Fiestas
- 4 de mayo, romería hasta la ermita de San Mamés.
- 24 de agosto, Fiesta Mayor en honor a San Bartolomé.